# Кен Македонский
Кен (др.-греч. Κοινός, лат. Coenus) — мифический македонский царь династии Аргеадов, правивший в VIII веке до н. э.
Согласно Евсевию Кесарийскому, Кен, сын основателя Македонского царства Карана, правил 28 лет. С высокой степенью уверенности Кен не считается историческим персонажем, а появился звеном в генеалогическом древе Аргеадов не ранее IV в. до н. э. Греческий писатель III в. до н. э. Сатир упоминает Кена как преемника Карана.